# Hochleithenwald

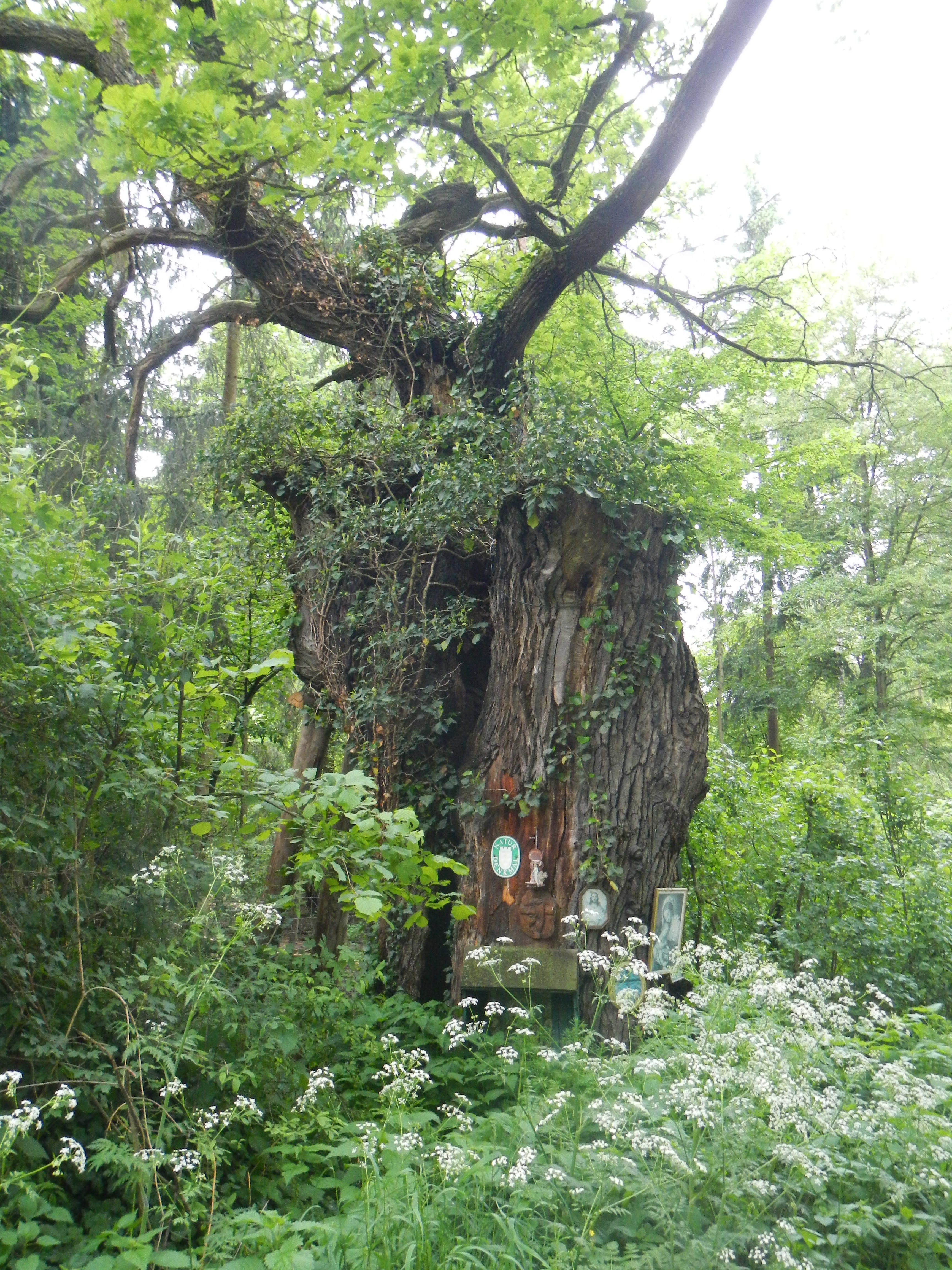
Bildeiche im Hochleithenwald

Der Hochleithenwald ist ein ausgedehntes Mischwaldgebiet im niederösterreichischen Weinviertel. Anteil daran haben die Gemeinden Bockfließ, Hochleithen und Wolkersdorf (Bezirk Mistelbach) sowie Bad Pirawarth und Groß-Schweinbarth (Bezirk Gänserndorf).

## Beschreibung

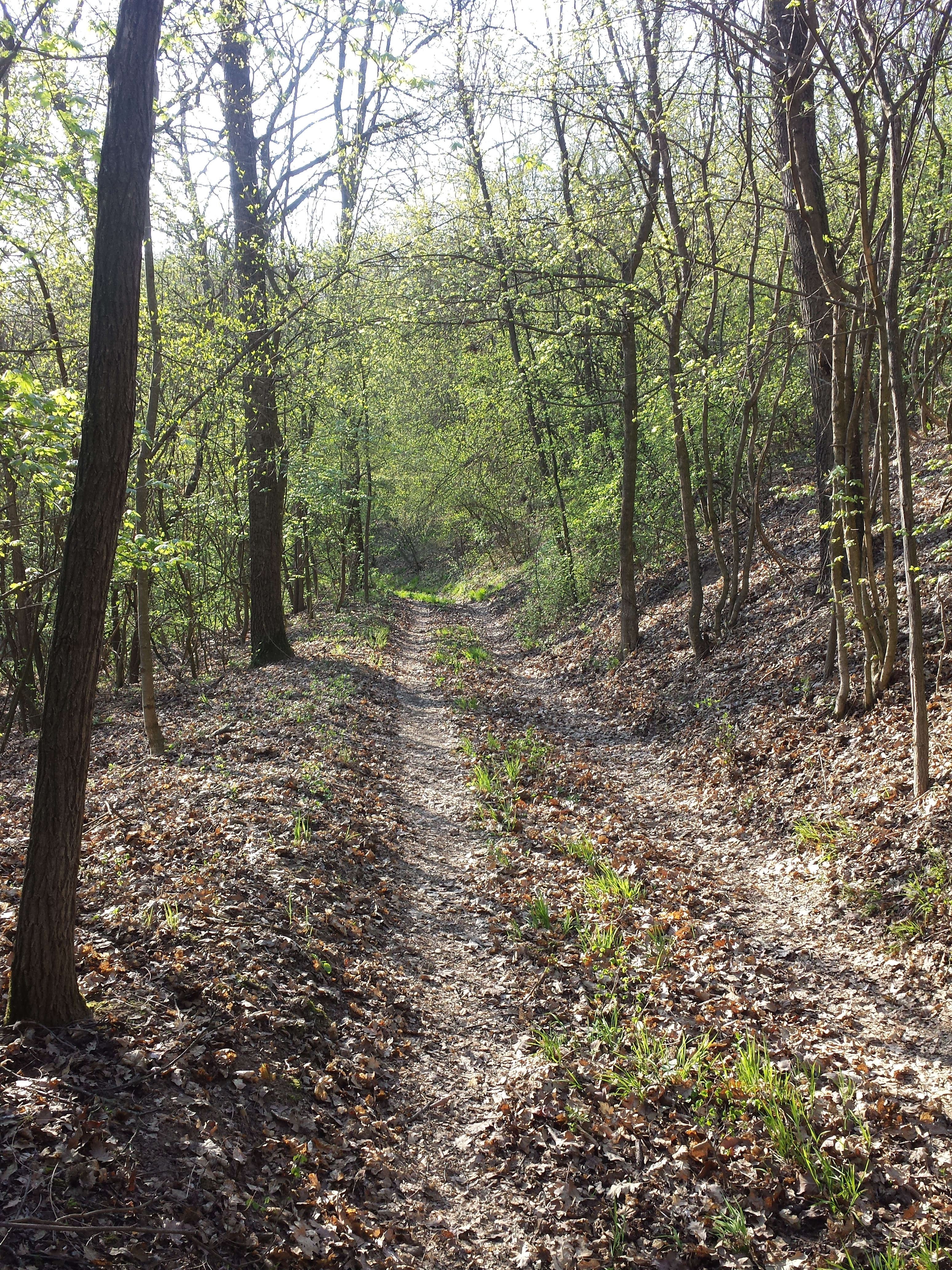
Im Hochleithenwald

Der Hochleithenwald ist der größte Eichen-Hainbuchenwald im Weinviertel und liegt ca. 15 Kilometer nördlich von Wien. Er wird an seinem westlichen Rand von der Brünner Straße B7 und der Nordautobahn A5 durchquert. Trotz seiner Lage nahe der Millionenstadt Wien wurde der Wald touristisch aber bisher kaum entdeckt, obwohl das ausgedehnte Mischwaldgebiet eine Vielfalt in Flora und Fauna zu bieten hat. Der Hochleithenwald wird vorwiegend forstwirtschaftlich genutzt, charakteristisch für die Lage am Rande der Weinviertler Ölfelder ist insbesondere die Ölförderung mit Pferdekopfpumpen, weite Teile des Waldes sind dafür abgesperrt. Der östliche, im Bezirk Gänserndorf liegende Teil wird auf manchen Karten als Traunwald bezeichnet, tatsächlich ist die Traun´sche Forstverwaltung (Graf Abensperg-Traun) mit Sitz in Groß-Schweinbarth bzw. Wolkersdorf Besitzerin des Hochleithenwaldes.
Es gibt in ihm mehrere Bäume, die vom Land Niederösterreich als Naturdenkmal geschützt sind: eine Eiche (die „Bindereiche“), eine Weißkiefer und eine Bildereiche beim Forsthaus (Bild). Am südlichen Ausgang des Waldes Richtung Pillichsdorf/Großengersdorf gibt es einen zweiten Bildbaum, der ein Bild der Hl. Barbara, Patronin der Geologen und Bergleute, trägt.

## Geschichte

Der Hochleithenwald (rechts unten) auf einem Blatt der Franzisco-Josefinischen Landesaufnahme (1873)

Der Wald, welcher von der einstmals bedeutenden Handelsstraße nach Mähren durchquert wird, war angeblich um 1800 der Sitz von Räuberbanden wie der von Johann Georg Grasel. Zum Schutz der Reisenden wurde am höchsten Punkt der Straße im Wald (dem später so genannten Kasernberg) im Jahr 1723 auf Initiative der Gemeinden Wolkersdorf und Gaunersdorf eine kleine Kavallerie-Kaserne angelegt. Das dazugehörige, am nordseitigen Abhang der Hochleithen gelegene Wirtshaus „Kasanwirt“ existierte bis 2009 – an seiner Stelle befindet sich heute die Raststation Hochleithen der Nordautobahn.
2020 wurde in einem Zeitungsartikel der Niederösterreichischen Nachrichten der sich verschlechternde ökologische Zustand des Waldes angesprochen, der Bestand an Weißeichen ist mittlerweile von ehemals rund 60 % auf lediglich 20 % zurückgegangen.